# The Shaolin Afronauts
The Shaolin Afronauts est un groupe australien d'afrobeat, originaire d'Adélaïde. 

## Histoire
Formé en 2008 par fascination pour l'afrobeat et la musique improvisée, le groupe entame sa carrière aux côtés de The Transatlantics (en) avant de programmer progressivement ses propres représentations. Au cours des mois suivants, le groupe se consolide, comprend douze musiciens actifs dans ses rangs et étend son répertoire de plusieurs compositions originales.
En 2011, ils sont programmés au festival Womadelaide (en) et comptabilisent déjà plusieurs dates à travers tout le pays. Au cours de la même année, le groupe signe chez Freestyle Records et sort son premier album intitulé Flight of the Ancients. En 2012, The Shaolin Afronauts sort Quest under Capricorn, un second album enregistré avec une formation étendue à dix-huit musiciens.
En octobre 2016, Shaolin Afronauts joue au Kennedys Creek Music Festival à Victoria. En juillet 2017, le groupe reprend son concert Quest under Capricorn à The Gov dans le cadre du festival Umbrella : Winter City Sounds festival et joue avec son effectif habituel à Here's to Now at Coriole Vineyards en décembre de la même année.
Dans le cadre du festival d'Adélaïde en mars 2020, les Afronauts donnent un spectacle intitulé Mad Max Meets The Shaolin Afronauts, où le thriller dystopique classique, le premier film Mad Max, est joué avec des sous-titres et la musique d'accompagnement jouée en direct par le groupe,. Ils jouent 10 chansons, en commençant par Kilimanjaro et en terminant par Baie de Sangareya.

## Style musical
Son style musical s'inspire de sonorités diverses, de l'afrobeat de Fela Kuti au free jazz de Sun Ra en passant par l'éthio-jazz de Mulatu Astatke et les rythmes de percussion afro-cubains.

## Membres

### Membres actuels
- Ross McHenry - basse
- Kevin van der Zwaag - batterie
- Dylan Marshall - guitare, synthétiseur
- Lachlan Ridge - guitare
- Jarrad Payne - percussions
- Chris Weber - trompette
- Stephen McEntee - trombone
- Jason McMahon - saxophone

### Anciens membres et occasionnels
- Jon Hunt - clarinette basse, saxophone baryton
- Adam Page - saxophone ténor, flûte
- Derek Pascoe - saxophone ténor
- Andrew Crago - saxophone
- David van der Zwaag - percussions
- Joel Prime - percussions
- Tim Bennett - percussions
- Brenton Foster - piano Rhodes, synthétiseur
- Luca Spiler - trombone, trombone basse
- Chris Soole - saxophone
- Kahil Nayton - guitare

## Discographie

### Albums studio
- 2011 : Flight of the Ancients
- 2012 : Quest under Capricorn
- 2014 : Follow the Path
- 2022 : The Fundamental Nature of Being